# Gotum
Gotum (Fries: Goattum of Goatum) is een buurtschap in de gemeente Leeuwarden, in de Nederlandse provincie Friesland. Gotum ligt drect ten zuidoosten van Grouw aan de overkant van het Prinses Margrietkanaal aan de weg Goatum en bestaat uit enkele verspreide huizen en boerderijen. 
Ten oosten liggen het Pikmeer en de Wijde Ee met veel steigers en aanlegplekken. Hieraan liggen enkele woonboten en woonarken.
In 1543 werd de buurtschap vermeld als Gottama en rond 1700 als Gotum. In de 19e eeuw is er sprake van Gottincheim maar of daarmee echt de buurtschap werd bedoeld is niet duidelijk. De naam verwijst naar de persoonsnaam Gote. 
Steden, dorpen en gehuchten: Aegum · Baard · Beers · Britsum · Cornjum · Finkum · Friens · Goutum · Grouw · Hempens · Hijlaard · Hijum · Huins · Idaard · Irnsum · Jellum · Jelsum · Jorwerd · Leeuwarden · Lekkum · Lions · Mantgum · Miedum · Oosterlittens · Oude Leije · Roordahuizum · Snakkerburen · Stiens · Swichum · Teerns · Warstiens · Wartena · Warga · Weidum · Wirdum · Wytgaard

Buurtschappen: Abbengawier · Angwier · Baardburen · Bartlehiem (deels) · Barrahuis · De Hem · Domwier · Fons · Groote Bontekoe · Gotum · Hezens · Horne · Hofland · Hoptille · Marwird · Midsburen · Naarderburen · Noordend · Oude Schouw (deels) · Poelhuizen · Rewerd (deels) · Schillaard · Schrins · Tichelwerk · Tjaard · Tjeintgum · Truurd · Tsienzerburen · Vensterburen · Vierhuis · Vrouwbuurtstermolen (deels) · Wammerd · Wiel · Wieuwens · Wilaard · Zuiderburen · Zuiderend

Voormalige buurtschappen: De Drie Romers · Hoek

Friesland: Steden en dorpen      Nederland: Provincies · Gemeenten